# Robledillo de la Jara
Robledillo de la Jara ist eine zentralspanische Gemeinde (municipio) mit 131 Einwohnern (Stand: 2024) im Norden der Autonomen Gemeinschaft Madrid. 

## Lage
Robledillo de la Jara liegt im Norden der Gemeinschaft Madrid in einer Höhe von ca. 1025 m und ca. 60 km nordnordöstlich von Madrid. Der Fluss Lozoya, der hier regelmäßig aufgestaut wird, begrenzt die Gemeinde im Westen und Osten. 

## Bevölkerungsentwicklung
| 1930 | 1950 | 1970 | 1981 | 1991 | 2001 | 2011 | 2021 |
| ---- | ---- | ---- | ---- | ---- | ---- | ---- | ---- |
| 263  | 210  | 120  | 77   | 58   | 93   | 103  | 97   |

## Sehenswürdigkeiten
- Petruskirche (Iglesia de San Pedro Apóstol) von 1893
- Rathaus
- Heimatmuseum
- Tavernenmuseum
- Reste der Riato-Mühle

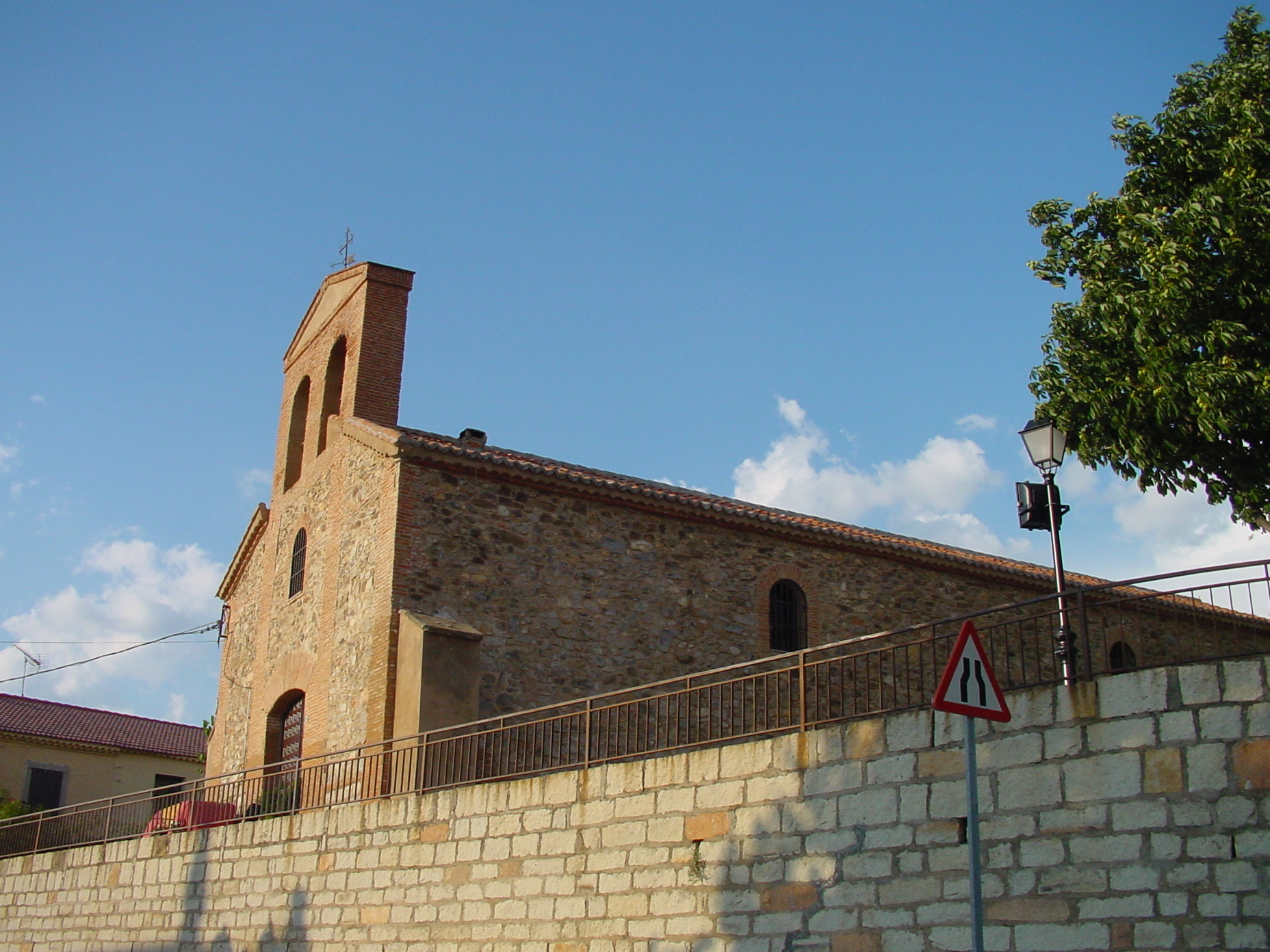
Petruskirche
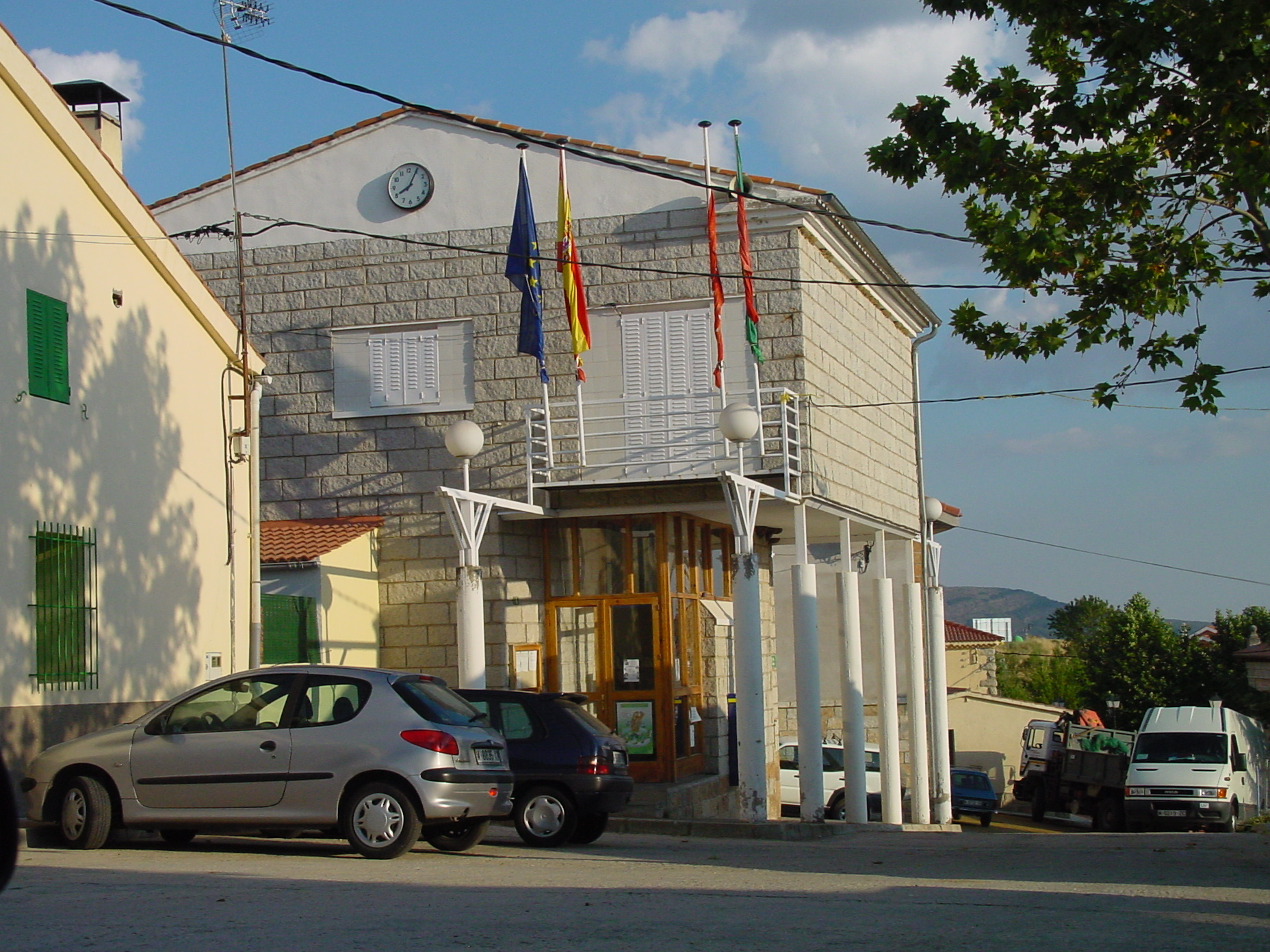
Rathaus
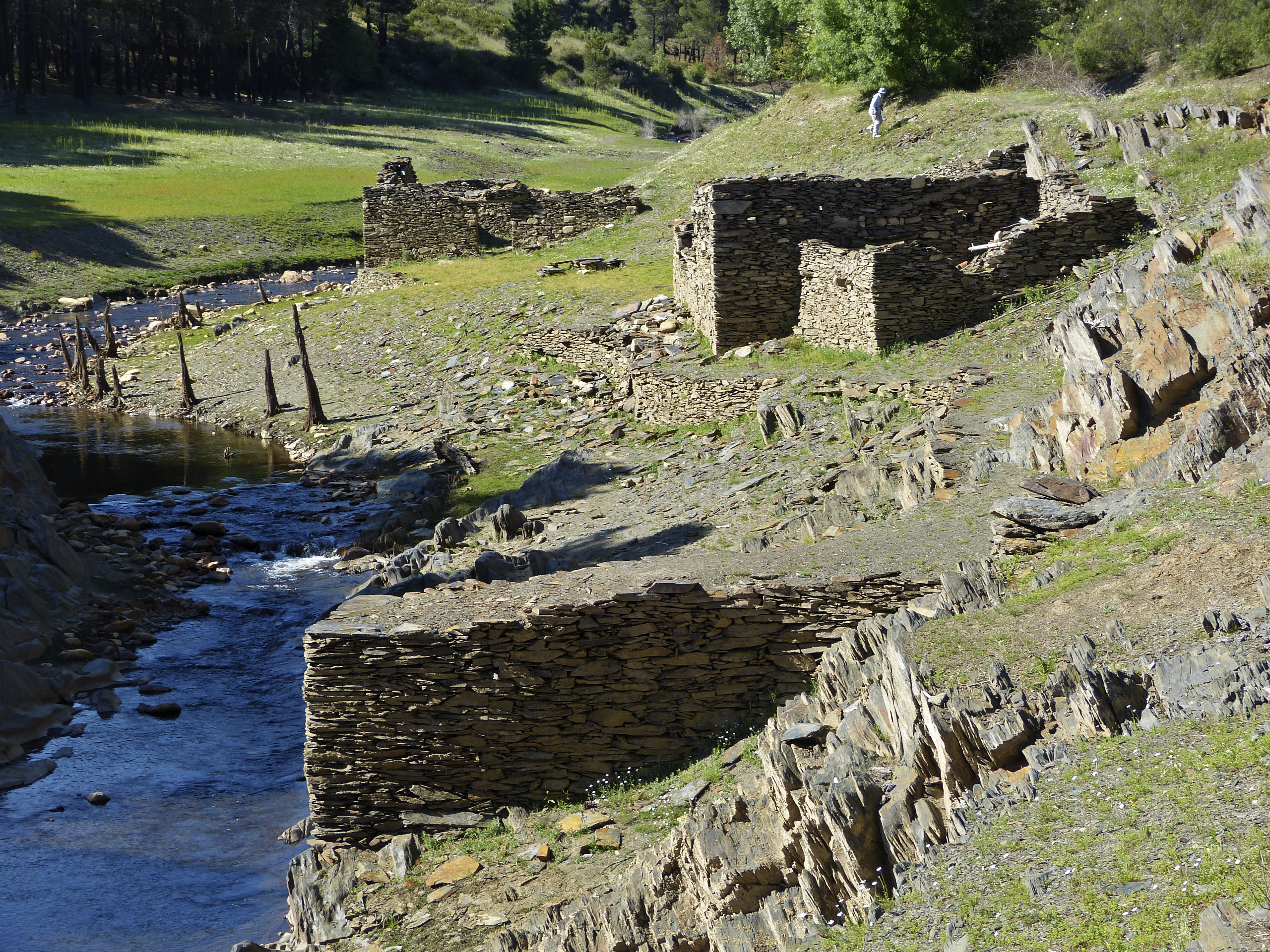
Ruine der Riato-Mühle